# 南安郡 (东魏)
南安郡，中国南北朝时设置的郡。《隋书》称为定南郡。
北魏太和十三年（489年）置郢州，太和十八年（494年）改为南中府，东魏天平初年罢府置南安郡，治所在南安县（今河南省叶县南）。属于襄州，领四县：安南县、南舞县、叶县、南定县。西魏占据，北周废南安郡，定南县属于南襄城郡。